# 集惠寺
集惠寺，俗称喇嘛库伦，是中国内蒙古自治区锡林郭勒盟东乌珠穆沁旗乌里雅斯太镇的一座藏传佛教格鲁派寺庙。

## 历史
该寺位于东乌珠穆沁旗首府乌里雅斯太镇，是乌珠穆沁右旗的六大寺庙之一，也是蒙古地区藏传佛教“三大库伦”之一，又名“施集庙”。
1781年，该寺的创始人罗桑贡措热西活佛率领二十位弟子，从尊称“上师庙”的乌兰哈拉嘎庙来到道劳德山（今东乌珠穆沁旗乌里雅斯太镇），将几座蒙古包建在一起，蒙古包周围垒建“库伦”（“库伦”为蒙古语，意为城圈），在蒙古包内修习佛法，“喇嘛库伦”一词由此而来。
集惠寺始建于清朝乾隆四十八年（农历癸卯年，1783年）。嘉庆二年（1796年），清廷赐名“集惠寺”，并赐“集惠寺”金字匾额以及51名度牒喇嘛的编制。
该寺是大召传习密宗的大乘、密宗、医学、阴阳等四学的中心寺院（后来加上“作明佛母”红教法会，形成五个学部的诵经之所）。鼎盛时期，该寺有1500多名僧徒，下设四座寺院、三个和林（蒙古语“二十户”）、二十五个庙仓、五大院、二十余座殿堂。
1930年（庚午年），九世班禅访问该寺，成为首位莅临该寺的班禅。1931年农历仲冬二十日，九世班禅第二次访问该寺。1956年起，乌珠穆沁旗人民政府设在该寺中。在1966年爆发的“文化大革命”中，该寺全部被毁。
1984年，该寺恢复正常的宗教活动。1992年，在该寺原址上修建了二层藏式寺庙。
2004年3月，东乌珠穆沁旗发生5.9级地震，该寺遭严重破坏。2004年7月，中共东乌珠穆沁旗委员会、东乌珠穆沁旗人民政府启动了该寺的修缮工程，工程于2006年10月全部竣工，随后向游客开放。至2008年前后，该寺有喇嘛31名。

## 建筑
寺庙现存的佛像、脊饰、脊刹、屋盖瓦、吻兽、法器中，30%是文物。